# Xanthosia fruticulosa
Xanthosia fruticulosa är en flockblommig växtart som beskrevs av George Bentham. Xanthosia fruticulosa ingår i släktet Xanthosia och familjen flockblommiga växter. Inga underarter finns listade i Catalogue of Life.